# ♂ティンクル×2♀アイドル☆スター
『♂ティンクル2♀アイドル☆スター』（ティンクル・ティンクル・アイドルスター）は遠山光による日本のラブコメ漫画作品。

## 概要
週刊少年漫画雑誌『週刊少年サンデー』（小学館）に、1991年2・3合併号から1993年16号まで連載された。単行本は小学館：少年サンデーコミックスより全10巻。
女装少年がパートナーである幼馴染の女の子と共に、男性であることを隠しつつ芸能界のトップスターに駆け上がるサクセスストーリー。

## あらすじ
歌手を夢見る女子高生姫乃樹まりもは、友人と二人でオーディションを受け最終審査まで残ることができた。しかしその友人が最終審査を辞退したため、まりもは代役として、幼馴染の少年・藤村あゆみを女装させパートナーにする。当のあゆみは不本意ながらも、想いを寄せるまりもの夢を叶えるために渋々女装しオーディションを受けるが、本人はシャレのつもりであった。だがその結果最終審査に合格し、二人は「女の子二人組」のアイドル・デュオ“ティンクル”として、デビューすることになってしまった。
芸能界だけでなく、ファンやその他の人々ともかかわり、人気を高めていくティンクルだったが、あゆみが「（男子としては非常に遅い）変声期」を迎えたことを切っ掛けにアイドルを続けることは難しくなり、喧嘩別れを装っての引退を画策するが、逆に大々的な解散コンサートを行い、あゆみは引退。家族が住む北海道に引っ越す。
その後、札幌を訪れたまりもは変声期を切っ掛けに二次性徴を果たし、男らしくなったあゆみと再会する。

## 登場人物

### ティンクル
藤村あゆみ（ふじむら あゆみ）
主人公。1974年5月18日生まれの16歳。（物語の中盤以降は17歳）血液型はO型。オフィスオアシス所属。越堀学園普通科在籍。姫乃樹家の隣の801号室に住んでいる。
幼馴染の姫乃樹まりもから辞退した友人の代役を頼まれ、シャレのつもりで女装しオーディションを受けた結果、まりもとの女性デュオとしてデビューすることになってしまう。ヘアピースと化粧のおかげで、周囲には「アイドル・デュオ“ティンクル”の藤村あゆみ」とは別人だと思われている。まだ変声期を迎えていないためか顔立ちや体つきなども中性的で、名前からも男女の判断がつかないため、芸能界ではボーイッシュな女の子で通っている。運動が得意。またギターの演奏も行う。
正義感の強い一本気な性格で、他人への思いやりにあふれた好青年。怒ったり機嫌が悪いと女装しているにも関わらず男言葉が出て、まりもをハラハラさせることがある。
T165cm
姫乃樹まりも（ひめのぎ まりも）
ヒロイン。1974年6月生まれの16歳。（物語の中盤以降は17歳）血液型はB型。オフィスオアシス所属。越堀学園芸能科在籍。藤村家の隣の802号室に住んでいる。
藤村あゆみの幼馴染で、歌手の夢をかなえるためあゆみを強引に女装させる。
一度言い出したら聞かない性格。年相応の女の子らしくわがままで強情な面もあるものの、心根は素直で優しい女の子。料理が得意であゆみに手料理をふるまったりしている。音感のよさは音楽関係者の折り紙つき。ピアノの演奏も行える。キャッチボールが下手だったり（第2巻）、芸能人の野球大会（第7巻）の様子から球技はあまり得意ではないようであるが、あゆみとの二人三脚（第4巻）で優勝してる事から足は遅くない。
あゆみと共に芸能界の荒波にもまれる中で、「夢が叶った女の子」から「プロの歌手」へと成長していく。
T158cm,B81/W58/H83

### オフィスオアシス関係
木下藤吉（きのした とうきち）
ティンクルのマネージャー。1962年11月生まれの29歳。オフィスオアシスの社員。ティンクルの二人にやさしく接する。
親の代からのドラゴンズファン。恋人の丹下理美子との交際を名古屋に住む彼女の父親に反対されていたが、ドラゴンズファンということで意気投合。後に理美子と結婚し、彼女の実家のきしめん屋「尾張屋」を継ぐ。
池之端直子（いけのはた なおこ）
オフィスオアシスに入社したマネージャー見習い。天性のドジとボケ気質のため数々のトラブルを巻き起こす。深く反省した直子は、たった二日で辞表を提出する。
だが翌日オフィスオアシスのドアを開けて入ってきた新人お笑いアイドルを見て二人は驚く。
社長（しゃちょう）
オフィスオアシスの女性社長。オフィスにはあまり顔を出さない。ティンクルの仕事も二人のキャリアなどを考えて選んでいるようである。観察眼が鋭く、いつからかは不明だがあゆみの秘密に気づいていた。
一色遥（いっしき はるか）
ティンクルの妹。14歳。オフィスオアシス所属。ティンクルの妹としてデビューするが、過去に不良だったことが報道され地が出てしまう。中学卒業後は越堀学園芸能科へ進学。
小田切（おだぎり）
一色遥のマネージャー。オフィスオアシスの社員。トラブルメーカーの遥に振り回される。
朝倉翔（あさくら しょう）
俳優、歌手。オフィスオアシス所属。まりものクラスメイト。ハワイ帰りの成田空港にて大麻不法所持の疑いで逮捕されてしまう。元スーパーアイドル松沢玲子の恋人。

### 家族
あゆみの父
会社員。あゆみがティンクルであることは知らない。転勤のためひふみとともに札幌へ引っ越して行く。
尚、あゆみの母の姿は作中では出てきていないが、外出する旨が書かれた母のメモが自宅のテーブルに置いてある描写がある。
藤村ひふみ（ふじむら ひふみ）
あゆみの弟。あゆみがティンクルであることを知ったとき、ティンクル存続に協力する。
まりもの父母
「拝見！アイドルメモリー」にゲスト出演。どちらもミーハーな性格。尚、まりもの父は婿養子である。
まりもの祖母
まりもに見合いをさせるため静岡より上京する。あゆみの秘密を知ったためティンクルを解散させまりもを静岡へ連れて帰ろうとするが、二人の絆の強さを目の当たりにし、一人静岡へ帰る。

### 越堀学園関係
森口ノリコ（もりぐち ノリコ）
あゆみのクラスメイト。フランス料理店の娘。あゆみに積極的にアタックするためまりもがヤキモチをやく。しかしながらあゆみへの想いは実らず、学年途中で越堀学園をやめ料理の勉強のためフランスへ旅立つ。
小室瞳（こむろ ひとみ）
越堀学園普通科在籍。まりもの友人。夏休みにあゆみやまりも達とともに中山湖畔のキャンプ場へ遊びに来ていたが、吉田にもらった手鏡を覗き込んだとたん倒れ、熱を出して寝込んでしまう。
井上あきみ（いのうえ あきみ）
越堀学園芸能科在籍。まりもの友人。瞳のベッドに置いてあった手鏡を覗き込んだため、瞳同様倒れてしまう。
吉田拓（よしだ たく）
越堀学園普通科在籍。あゆみの友人。女子のバンガローへノゾキに行くナンパ男。森の奥の社にあった手鏡を出来心から持ってきてしまい、それを瞳に渡したため騒動が起こる。
泉谷茂郎（いずみや しげお）
越堀学園普通科在籍。あゆみの友人。吉田と違いまじめな性格。
栗原梓（くりはら あづさ）
あゆみのクラスの副担任を任された教育実習生。あゆみが梓を好きになったため、まりもが心配する。しかし梓はすでに結婚式の日取りまで決まっていた。落ち込むあゆみ。だがその隣にはいつものようにまりもがいた。
内藤（ないとう）
越堀学園野球部のエースで四番バッター。あゆみのクラスメイト。"ティンクルのあゆみ"の大ファン。夏の甲子園に出場し、一回戦で優勝候補のBL学園と対戦する。当初はBL学園の実力を知り落ち込んでいたが、まりもから「勝てば"あゆみ"とデートできる」と聞きはりきって試合に臨む。
石岡（いしおか）
越堀学園の英語教師。成開高校から赴任してきた。あゆみとまりものクラスを担当する。偏差値の高い生徒と接してきたため、芸能科の生徒たちをまったく相手にしていない。そのためまりもが反発し、成り行き上石岡とある賭けをする。
水島万里子（みずしま まりこ）
越堀学園の体育教師。まりもとスタイルがほとんど変わらない。自分の結婚式当日にある誤解から式場を飛び出してしまう。
沢井（さわい）
あゆみのクラスメイト。バレンタインパーティーを主催する。少々お調子者。
松村（まつむら）
あゆみのクラスメイト。タキシードにデイパックといういでたちでバレンタインパーティーに出席する。女の子からはチョコレートをもらえずにいたが、最後にティンクルのあゆみからチョコレートをもらう。

### 芸能界関係
後藤（ごとう）
フミテレビ制作部のプロデューサー。アイドル水泳大会にティンクルを出場させる。あゆみに興味を持ち、ティンクルを解散させるためまりもを陥れようとするがあゆみの反撃を受け、そのときの言動のため周囲からの評価を下げる事となる。
ブルーザー中野（ブルーザーなかの）
元女子プロレスラー。アイドル水泳大会に出場し、後藤の指示により水中騎馬戦にてまりもを襲うがあゆみに倒される。
羽賀（はが）
歌謡番組「アイドルステーション」のディレクター。ドキュメンタリー番組から斜陽の歌謡番組に回されたこともありティンクルを軽視していたが、あゆみの機転によりコンサートのトラブルが解決したのを見て考えを改める。
原田邦彦（はらだ くにひこ）
デビューから8年のトップアイドル。アルコールに弱いまりもを酔わせホテルに連れ込む。まりもが酔いから醒めず苦労しているところにあゆみが駆けつけたためターゲットをあゆみに変更するも、二人には逃げられてしまう。
上寺頼子（じょうじ よりこ）
芸能レポーター。夫と別居のため、姫乃樹家の隣の部屋へ引っ越してきた。事実無根の記事などをよく流す。
雪村真広（ゆきむら まさひろ）
アクション俳優。血液型はAB型。浅井由里香の婚約者。由里香の父親は芸能人である雪村と娘の結婚を反対していたが、急患のために採血をした後ふらつきながらも演技をする雪村を見て結婚を許す。
浅井由里香（あさい ゆりか）
歌手。開業医の娘。血液型はA型。雪村の婚約者だが芸能界に理解のない父親に反対されている。
東昇太（ひがし しょうた）
小学生の子役。3年2組。野球に興味があるが、母親の手前言い出せないでいた。あゆみにキャッチボールを教わり、以後友達と一緒に野球をするようになる。
杉本京介（すぎもと きょうすけ）
日本有数の作曲家。作詞もこなす。ヒット曲を数多く生み出しているが、仕事に対する姿勢は非常にドライ。新曲のデモテープを聴いたまりもは曲に不満点があったため杉本に交渉しに行くが、杉本の怒りを買ってしまい、新曲の話は白紙に戻された。その後ティンクルは新曲発表に対する様々な妨害を受けることになる。
森下（もりした）
ストリートバンド"シャイツ"の男性ボーカル。杉本京介の圧力によりティンクルは新曲がもらえない状態であったが、まりもがたまたま聴いた森下の曲を気に入り、森下の協力を得て新曲「プリーズ・ライト・キッス」として発表した。尚、これ以降ティンクルのバックバンドはシャイツが勤めている。
山上理穂（やまがみ りほ）
カメラマン。写真集「Twinkling Gemini」の撮影のため、ティンクルとともにハワイへ行く。あゆみのお気に入りの女性で、あゆみが彼女と仲良くするためまりもがヤキモチをやく。
星川美理（ほしかわ みり）
アイドル・デュオ"ワルツ"の一人。17歳。ウィングス・プロモーション所属。ウィングスタレントスクールの生え抜き。ティンクルのライバルでデビュー後しばらくはティンクルを凌ぐ勢いだった。
七瀬みちる（ななせ みちる）
アイドル・デュオ"ワルツ"の一人。16歳。ウィングス・プロモーション所属。ウィングスタレントスクールの生え抜き。ハードスケジュールのため体調を崩し、番組のリハーサル前に倒れてしまう。
中根（なかね）
ウィングス・プロモーションのチーフマネージャー。ティンクルに対抗するためワルツを結成する。業界最大手の力を使いワルツを強引に売り込む。その後ワルツの二人やファンをあまりにも無視した中根の言動が、彼に反感を持つスタッフにより全国放送されたためウィングスに抗議が殺到し、中根はワルツの担当から外れる。
鬼塚（おにづか）
悪役専門俳優集団"悪役連合"のリーダー。その風貌より"本職"も道をゆずるという噂。寡黙な性格だが実は無類の猫好き。
天野羽衣（あまの はごろも）
女性占い師。水曜スペシャル「天野羽衣の世界」でティンクルと対談した際、占いを信じないあゆみに対しある予言をする。その予言を実現させるため自ら行動するがそれがばれてしまい逃走する。
浅葉辰巳（あさば たつみ）
「ザ・プレミアム」プロジェクトのゼネラル・マネージャー。テレビ局の壁を超えたこのプロジェクトをまとめあげる。
星羽栄作（ほしば えいさく）
俳優、歌手。「ザ・プレミアム」候補の一人。栄冠を手にするため、ティンクルにうらみを持つ後藤に協力を依頼し、他の賞候補であるティンクルとトラドリに対し悪質な妨害活動を行う。
トラベラーズ・イン・ドリーム
三人組のロックバンド。略称は"トラドリ"。「ザ・プレミアム」候補の一組。CMソングに使われる曲が多い。賞レースとともに人気がブレイクする。
上田美亜（うえだ みあ）
トラドリのボーカル。作詞担当。そのクリスタル・ボイスでファンを魅了する。またショルダーキーボードも弾きこなす。アメリカのロックバンド"ブラッディーガンズ"のボーカル、ランディー・ケリーの大ファン。
森久繁也（もりひさ しげや）
俳優。日本演劇界の重鎮。自身も出演するミュージカル「トム・ソーヤーの冒険物語」への出演をティンクルに依頼する。
越路深雪（こしじ みゆき）
オペラ歌手。日本のオペラ界の第一人者。まりものよく通る声を高く評価している。森久繁也とともに台本を書いた「トム・ソーヤーの冒険物語」へ出演する。
高村愛（たかむら あい）
オペラ歌手。18歳。越路深雪の愛弟子であり世界で活躍する天才プリマドンナ。越路の指示により「トム・ソーヤーの冒険物語」へ出演する。
水島蘭（みずしま らん）
ニューハーフ・タレント。あゆみの大ファン。「天才フトシの豪快テレビ」のアシスタントを務める。番組収録中の出来事からあゆみの秘密に気づく。
ビートふとし
お笑いタレント。スポーツおやじと呼ばれる。毒舌家で有名だが女の子にはやさしい。「天才フトシの豪快テレビ」でティンクルと共演するがあゆみに説教をされてしまう。
高沢寅吉（たかざわ とらきち）
高沢芸能プロダクションの社長。路上でからまれているところをオフのあゆみとまりもに助けられる。その際あゆみ（男子時）を気に入り、錦星聖矢（にしきぼし せいや）の名でアイドルオーディションに出場させる。会社はタレントも不足している零細だが、娘の理穂がデビューを願い出ても反対している。「娘を巻き込んでまでやるものか」と語っており、自分の仕事が人（タレント）の時間や生活を奪うヤクザな仕事だという自覚はあるようだ。芸名を本名に戻した理穂と、オリジナルの弾き語りという到底素人とは思えない姿を演じたあゆみを見て、自身のメガネ違いに気づく。
高沢理穂（たかざわ りほ）
高沢社長の娘。芸名は沢田香穂理。父親の反対を押し切り、彼女もまたあゆみと同じオーディションに出場する。父の仕事を助けたい気持ちはあるが、それ以上に芸能活動に対する熱意が強い。
松沢玲子（まつさわ れいこ）
元スーパーアイドル。Gプロダクション所属。朝倉翔と二人で正月にハワイ旅行をしていたが、帰国後スキャンダルに巻き込まれる。
沢口京二（さわぐち きょうじ）
日本を代表するカメラマンでありジャーナリスト。最後にはあゆみの正体を見抜くほどの眼力の持ち主。そのヒューマニズムあふれる精神にまりもは強く魅かれ、撮影のため海外へ発つ沢口に告白し、ついて行こうとする。
ランディー・ケリー
アメリカのロックバンド"ブラッディーガンズ"のボーカル。来日コンサートの楽屋にてティンクルに会った際あゆみに一目惚れし、あゆみをホテルに連れて行こうとするなど様々な騒動を起こす。
一ノ瀬圭子（いちのせ けいこ）
フリープロデューサー。10年前にオフィスオアシスから独立する。売れないタレントの世話をするほどの面倒見のいい人物だが、誤解によるオアシスへのうらみから、契約書を偽造しティンクルのヌードシーンがあるドラマを制作しようとする。
難波カンジ（なんば カンジ）
大阪の漫才師。女装して難波カンナと名乗り、難波アンナとコンビを組んでいるが芽が出ず、思い悩んでるところにティンクルと出会う。
難波アンナ（なんば アンナ）
難波カンジの相方の女性。五年前に大阪に出てきて「アンナ・カンジ」として活動していた。
細沢ユミエ（ほそざわ ユミエ）
巨乳アイドル。スポーツクラブやエステティックサロンに通い、スタイルの維持に努めている。ユミエにディスコに誘われたまりもは、ユミエのような大人の女性になるべくダイエットを始める。
落合巽（おちあい たつみ）
元高校球児のアイドル。芸能界リーグ野球大会の決勝でティンクルのチームと戦う。ピッチャー及び四番バッターとして活躍するが、落合の目的は大会のMVPとなることであった。MVPには勝利の女神からキスが贈られることになっており、しかもキスの相手はMVP本人が選べるというもので、落合はキスの相手としてまりもを指名することをあゆみに宣言する。
番堂英太郎（ばんどう えいたろう）
タレント。元中京ドルフィンズのエース。芸能界リーグ野球大会にてティンクルのチームの監督を務める。
片岡玲奈（かたおか れいな）
オフィスオアシスの一期生。デビューも決まっていたがそれは果たされなかった。コンサートツアー「Twinkle Summer Picnic」にコーラスとして参加し、その際まりもの危機を救う。
多賀なみこ（たが なみこ）
ベテラン女優。その演技はハリウッドでも通用すると言われる。ドラマ「波濤」でティンクルと共演する。制作発表前にふとした失敗からまりもがにらまれてしまうが、逆にあゆみは気に入られる。血液型はAB型。
綾瀬真美（あやせ まみ）
多賀なみこの付き人。子役からテレビに出ているため芸歴は長い。なかなかデビューできない焦りから、ドラマ撮影のときにある事件を起こす。
郷田丈太郎（ごうだ じょうたろう）
ティンクルの専属美術スタッフのチーフ。親方と呼ばれる。昔ながらの職人気質のやり方から若いスタッフと衝突し、全員やめてしまう。そのため彼一人でコンサートのセットを組んでいたが、過労により倒れる。
高田（たかだ）
ティンクルの専属美術スタッフ。郷田と衝突しやめていったが、郷田が倒れたことをあゆみから聞かされ、またプロデューサーからも郷田の人柄を聞き、やめていったスタッフを招集しセットを完成させた。
宅麻二郎（たくま じろう）
オタクの教祖。作製しているティンクルのフィギュアの髪の毛に"本物"を使おうと考え、二人を執拗につけねらう。
森内博子（もりうち ひろこ）
バラドル。温泉紹介番組でティンクルと共演した際、まりもを夜の社会勉強のため温泉街へ連れ出す。下ネタ好きだが意外と純情。
品田紳助（しなだ しんすけ）
お笑いタレント。温泉紹介番組でティンクルたちと共演する。知らずに宿の女湯に入ってしまったあゆみが、脱衣所へ脱出しようと壁の上を伝っているのを見てノゾキと勘違いし、自分も覗こうと壁を這い上がり、まりもの投げた桶で撃沈される。
平山貫太郎（ひらやま かんたろう）
映画俳優。正月休みにハワイへ出かけたあゆみ・まりもと飛行機の中で知り合い、ハワイ旅行の間ずっと二人に付きまとう。
加背（かせ）
俳優。ドラマ「天使のキス」でティンクルと共演する。まりもの相手役。まりものキスシーンがあると聞かされたあゆみは、キスの相手が加背だと思い込み、野球のボールで気絶させる。
物干（ものほし）
アイドルグループ光HEIKEの一人。ドラマ「天使のキス」でティンクルと共演する。まりもの相手役。まりものキスシーンを妨害しようとするあゆみにねずみ花火を投げつけられる。
的羽（まとば）
俳優。ドラマ「天使のキス」でティンクルと共演する。まりもの相手役。背中にドッグフードを貼られ犬にスタジオ中追い掛け回される。

### その他
小山明（こやま あきら）
ティンクルの親衛隊隊長。駒川大学文学部在籍。親衛隊引退後就職活動で苦労していたがティンクルの協力もあり、中堅の制作会社に内定する。
ママ
ゲイバー「ダイ・ルード」のママ。原田邦彦の大ファン。まりもが原田に連れ込まれたホテルへ踏み込む。
阿部（あべ）
秋田県の中学二年生。ラジオ「ティンクルクルーズ」のリスナー。修学旅行で上京した際ティンクルに会おうとしたが果たせず落ち込んでいたところ、オフだったあゆみとまりもに偶然出会う。二人がティンクルだと知らぬまま二人の優しさに感謝しつつ帰途に着く。
竜男（たつお）
ティンクルがCM撮影ロケ旅行で泊まった小亀屋旅館の息子。顔や姿は素顔のあゆみにそっくりだがいささか気が弱い。
竜男の母（たつおのはは）
小亀屋旅館の女将。気丈な性格だが、気苦労のため倒れてしまう。
鯨屋の支配人（くじらやのしはいにん）
建築省の役人と癒着し、付近の温泉街をレジャーランド化する計画を立て、その一環として小亀屋乗っ取りを企てる。
越前玉男（えちぜん たまお）
小学五年生。ティンクルに弟子入りするため母親に連れられ新潟から上京する。
丹下理美子（たんげ りみこ）
木下藤吉の恋人。名古屋のきしめん屋「尾張屋」の娘。木下が名古屋の人間ではないという理由から、理美子の父親は二人の交際に反対していた。
駒井（こまい）
五所瓦部屋に入門した力士の卵。身長が足りず新弟子検査に三回落ちている。力士をあきらめちゃんこ料理店を開こうとしてまりもに強引にプロポーズする。

## 音楽
- Twinkling little stars （デビュー曲、1990年8月）
- プリーズ・ライト・キッス（4thシングル、1991年春）
- ねえ…（1991年8月）
- 天使たちに聴かせて（1992年初夏）

## 軌跡
- 1990年7月25日「第24回アイドル誕生!!」最終審査合格
- 1990年8月 ティンクルデビュー
- 1990年8月22日 ファーストコンサート「Twinkling Little Stars」
- 1990年8月 ビデオ付き写真集「Twinkle Stars」発売
- 1990年8月 「第14回アイドル水泳大会」出場
- 1990年10月 2ndシングル発売
- 1991年1月 苗座ニューイヤーコンサート「アイドルステーション」出演
- 1991年2月25日 エッセイ集「ノンタイトル」発売、サイン会
- 1991年2月28日 「アイドル総出演芸能界IQクイズ」出演
- 1991年春 歌謡番組「アイドルステーション」出演、新曲「プリーズ・ライト・キッス」発表
- 1991年春 料理番組「スターご自慢クッキング」出演
- 1991年春 写真集「Twinkling Gemini」発売
- 1991年春 歌謡番組「アイドルステーション」出演
- 1991年春 歌謡番組「ミュージックフェア」出演
- 1991年6月12日 「ドキドキ動物ランド」出演
- 1991年初夏 「水曜スペシャル 天野羽衣の世界」出演
- 1991年初夏 「水曜バラエティ ティンクルの一日保母さん」出演
- 1991年8月 「アイドル夏まつり」出演
- 1991年8月 「ザ・プレミアム」受賞
- 1991年秋 ミュージカル「トム・ソーヤーの冒険物語」出演
- 1991年10月 「天才フトシの豪快テレビ」出演
- 1991年12月24日 コンサート「スター・ホーリーナイト'91」
- 1992年1月 「芸能人かくし芸大会」出演
- 1992年春 「お笑いニュースター誕生」ゲスト出演
- 1992年春 「ドキドキ動物王国」出演
- 1992年初夏 「第8回芸能界リーグ野球大会」出場
- 1992年夏 コンサートツアー「Twinkle Summer Picnic」
- 1992年秋 ドラマ「波濤」出演
- 1992年秋 クイズ番組「カルトQ」ゲスト出演
- 1992年10月 コンサート「マジカル ティンクル ツアー」
- 1992年11月 「歌謡べんべんハウス」出演
- 1992年12月31日 「第43回紅白歌謡合戦」初出場
- 1993年1月 「新春特バン力士競演!!正月場所」出演
- 1993年2月 ドラマ「天使のキス」出演
- 1993年3月 ラスト・コンサート、ティンクル解散

## 関連グッズ
- 読者プレゼントテレホンカード（3種類）
- 読者プレゼントシングルCD　収録曲：「教えてあげるよ」/「ねえ…」